# Ibn Battuta
|  | Per a altres significats, vegeu «Ibn Battuta (desambiguació)». |

Abu-Abd-Al·lah Muhàmmad ibn Abd-Al·lah ibn Battuta (àrab: أبو عبد الله محمد ابن عبد الله اللواتي الطنجي بن بطوطة, Abū 'Abd Allāh Muhammad ibn 'Abd Allāh ibn Battūta), més conegut simplement com a Ibn Battuta (Tànger, 25 de febrer de 1304 – 1368 o 1369), va ser un viatger, explorador i ulema (erudit musulmà) amazic de l'època de la dinastia marínida que és conegut pels seus viatges anomenats Rihla. Els seus viatges van durar al voltant de trenta anys i van cobrir gairebé totalment el món àrab conegut i més enllà, estenent-se des de l'Àfrica del Nord, l'Àfrica Occidental, el sud i l'est d'Europa per l'occident, fins a l'Orient Pròxim, el subcontinent indi, l'Àsia central, l'Àsia Sud-oriental i la Xina per l'orient; una distància que supera a la dels seus predecessors i el seu coetani Marco Polo.
És el més conegut dels grans viatgers àrabs i la seva Rihla, un periple que va relatar amb detall en una crònica dictada a l'estudiós granadí Ibn Guzayy, per instigació del sultà marínida. Pràcticament tot el que se sap de la seva vida procedeix d'aquest relat, que tot i ser fantasiós o exagerat en alguns punts, i en el qual s'intercalaren nombrosos fragments de poesia, és el retrat més fidel que existeix de la part del món que el viatger va recórrer en aquella època. El relat d'aquests viatges constituí una valuosa contribució documental del món, sobretot musulmà, contemporani.
La Unió Astronòmica Internacional, en el seu honor, va nomenar un cràter lunar amb el seu nom, Ibn Battuta. L'aeroport de Tànger, la seva ciutat natal, també porta el seu nom.

## Primers anys
Tot el que se sap sobre la vida d'Ibn Battuta prové de les dades autobiogràfiques incloses en la narració dels seus viatges. Muhammad ibn Battuta va néixer a Tànger, Marroc, el 25 de febrer de 1304 durant l'època de la dinastia marínida; ho feu en el si d'una família de juristes musulmans. De jove va estudiar a l'escola de lleis musulmanes (sharia) sunnita malikí, escola que en aquells temps va tenir un paper predominant al nord d'Àfrica.
El juny de 1325, quan tenia vint anys, Ibn Battuta va marxar de la seva ciutat natal amb la intenció de realitzar el hajj o pelegrinatge a La Meca, acte que constitueix un dels cinc pilars de la religió islàmica, i en la qual es pot visitar la tomba de Mahoma a Medina. Aquest viatge podia durar uns 16 mesos, però en el seu cas no retornaria al Marroc fins passats 24 anys, després d'haver recorregut més de 120.000 quilòmetres anant d'un extrem a l'altre del món musulmà.

## De Tànger a la Meca
Va iniciar el seu viatge partint de Tànger, segons la seva crònica, el 2 de ràjab del 725 de l'Hègira (13 de juny de 1325), «sol, sense company ni caravana a la qual adherir-se». El seu viatge a La Meca va ser per terra, i va seguir la costa del nord d'Àfrica, fase del viatge a la qual no hi dedica molta atenció en el seu relat, fins a arribar a Egipte. A principis de la primavera de 1326, després d'un viatge de més de 3.500 quilòmetres, va arribar al port d'Alexandria, que en aquell temps formava part de l'imperi mameluc bahrita. Va passar unes setmanes visitant diversos llocs i després es va dirigir cap a l'interior, al Caire, una ciutat gran i la capital del regne mameluc, on va romandre aproximadament durant un mes. Dins del territori mameluc viatjar era un acte relativament segur i s'embarcà en el primer de les seves moltes marrades.

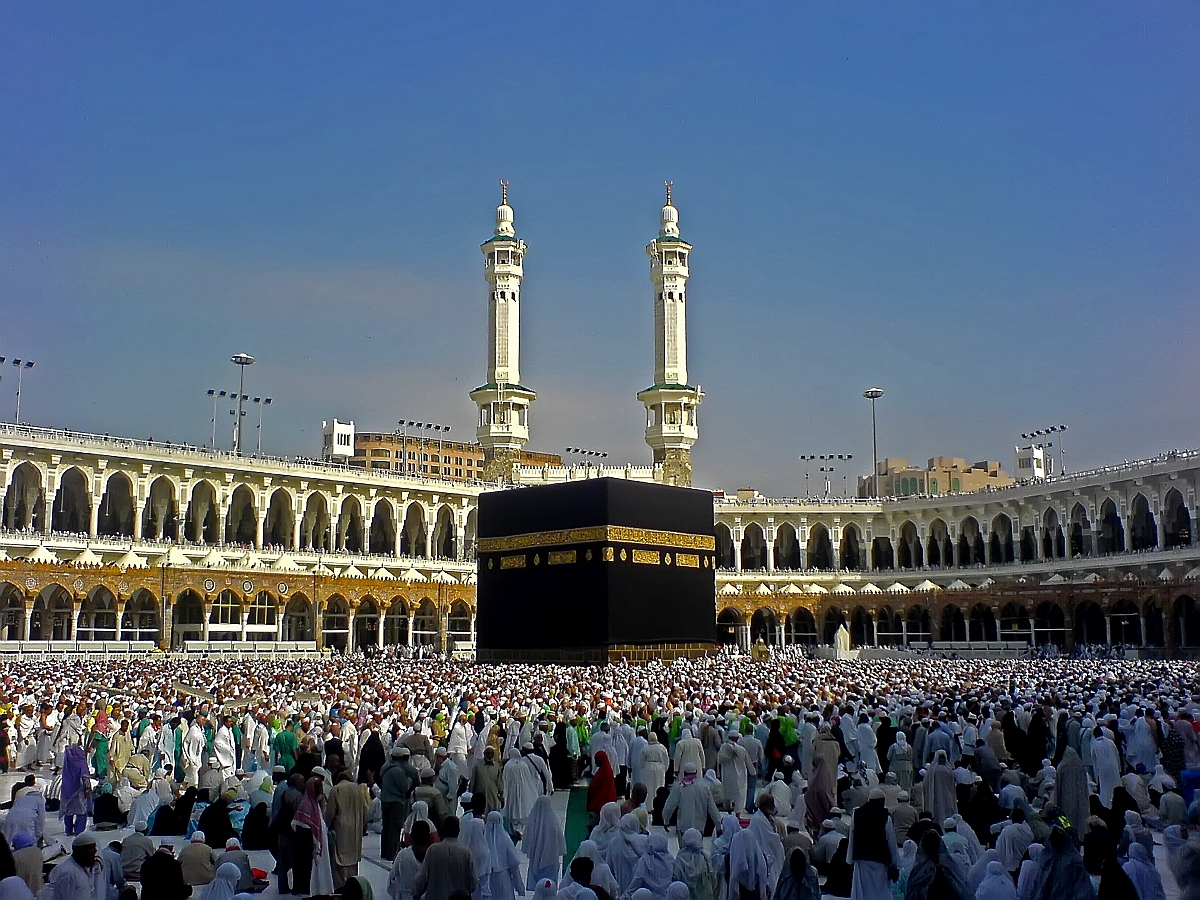
Pelegrins al voltant de la Kaaba

Existien tres rutes més comunament utilitzades per anar a La Meca i Ibn Battuta va escollir la menys freqüentada: un viatge per Nil, riu amunt (és a dir, cap al sud); després, per terra a l'est del mar Roig al port d'Aydhab. Com que existia el risc de ser atacat per bandolers, en general s'escollien viatges que formaven part d'una caravana. En aquest recorregut va creuar el soldanat abdalwadita i hàfsida; la seva ruta passà per Tilimsen, Bugia i arribà a Tunísia, on va romandre durant dos mesos. A Sfax, Ibn Battuta es va casar per primer cop; aquest seria algun del compromisos matrimonials que contrauria durant els seus viatges. Tanmateix, en apropar-se a la ciutat es va veure obligat a fer marxa enrere a causa d'una revolta local.
En una segona part del viatge, tornant d'Aydab al Caire, va desviar-se cap a Damasc; el motiu principal va ser que durant el seu primer viatge hagués trobat un home sant que profetitzà que Ibn Battuta només arribaria a la Meca després d'un viatge a través de Síria. Inicià un periple pel país de Sham (Síria i Palestina), que aleshores formava part dels dominis de la mateixa dinastia mameluca que governava Egipte, la bahrita. Això li va permetre desplaçar-se amb certa seguretat, ja que les autoritats mameluques feien un esforç especial per tal de mantenir la ruta segura; d'aquesta manera els pelegrins podien accedir amb més tranquil·litat als llocs sants d'Hebron, Betlem i Jerusalem.
Després de romandre a Damasc durant el mes musulmà del Ramadà Ibn Battuta es va unir a caravanes amb les quals compartí els 1.500 quilòmetres que hi ha des de Damasc fins a Medina, lloc on hi ha la mesquita principal i que és on està enterrat Mahoma. Quatre dies després van anar cap a la Meca. Allà va completar els habitual rituals d'un pelegrí musulmà i, com a resultat, adquirí l'apel·latiu de hajj («pelegrí»). Havia complert els objectius del seu viatge, i ara ja podia tornar a casa.

## Iraq, Pèrsia, Kurdistan i retorn a la Meca

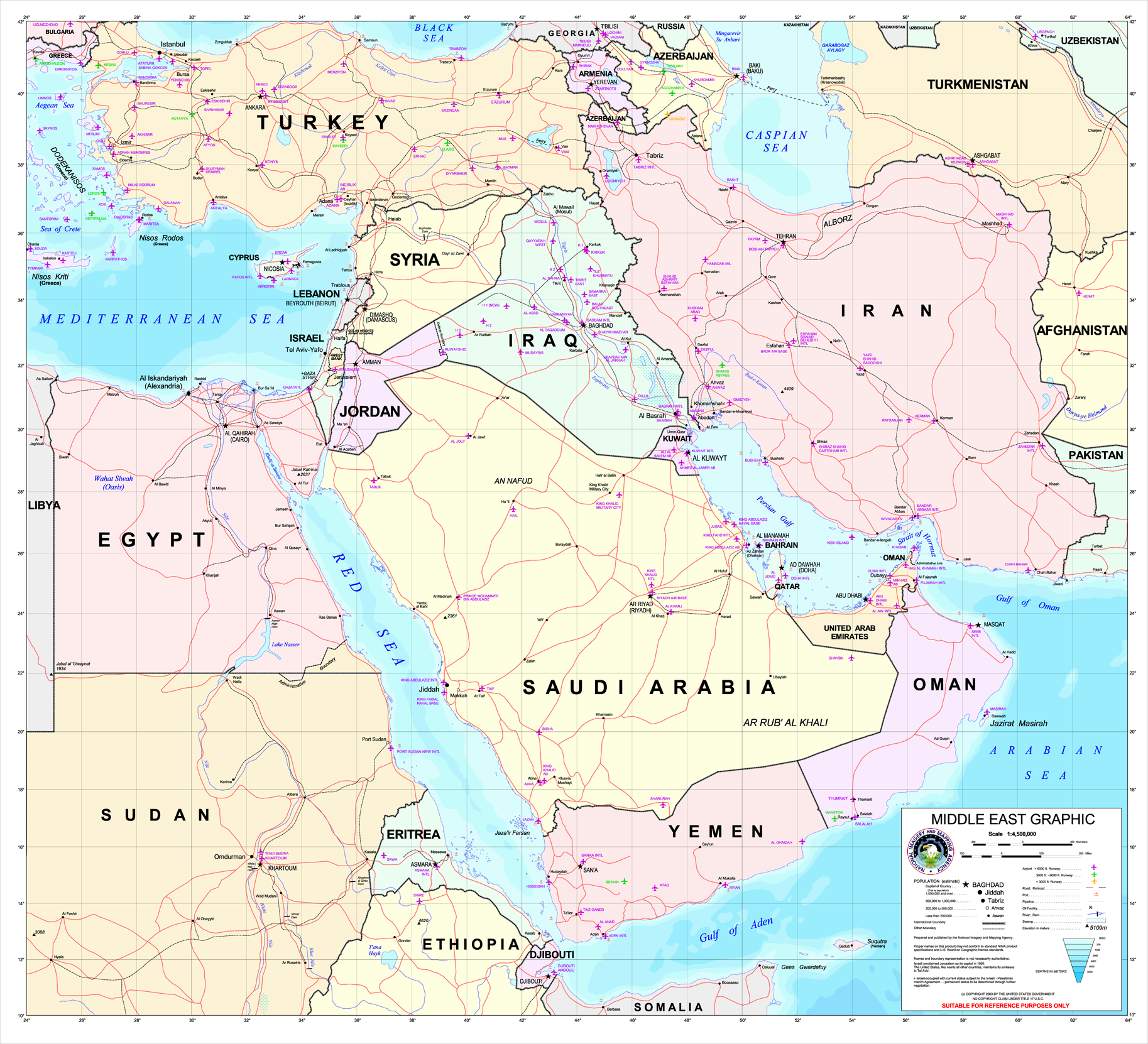
Composició dels països de l'actual Orient Mitjà

Després de reflexionar, va decidir seguir viatjant i el 17 de novembre de 1326, després d'un mes a La Meca, decidí que el seu proper destí seria Il-kanat, avui dia a l'Iraq i l'Iran; així que formà part d'una caravana de pelegrins procedents de la zona que retornaven a les seves llars, i havien de passar per la península d'Aràbia i arribar fins a Mesopotàmia.
Ibn Battuta conegué l'Iraq governat per l'Imperi Mongol. En primer lloc visita Najaf, el lloc d'enterrament del quart califa, Ali ibn Abi Talib. Des d'allà va viatjar a Bàssora i després passa a Pèrsia, visitant Esfahan, que només unes dècades enrere havia estat gairebé destruïda pel tamerlà Shiraz, i altres llocs propers. Torna a l'Iraq i visita Kufa i Bagdad, l'antiga capital dels abbàssides, ara convertida en ciutat de segon ordre després d'haver estat saquejada per les tropes mongols de Hulagu.
La caravana anà cap al nord, a Medina, i a continuació van viatjar de nit per travessar l'altiplà muntanyós i desèrtic del Nejd, a la part central de la península aràbiga, per arribar a Najaf, ciutat de l'Iraq que està a uns 160 kilòmetres al sud de Bagdad; el viatge tingué una durada aproximada de 44 dies. A Najaf va visitar el mausoleu d'Alí ibn Abi-Tàlib, quart califa i gendre del profeta Mahoma; aquest és un lloc venerat per tots els musulmans però especialment per la comunitat xiïta.
En aquest punt, en comptes de seguir a Bagdad amb la caravana, Ibn Battuta va iniciar un desviament 6 mesos que el va portar a Pèrsia. D'Al-Najaf van viatjar a Wasit i després cap al sud seguint el Tigris a Bàssora. El seu proper destí era la ciutat d'Esfahan a la muntanyes de Zagros a Pèrsia. Des d'allà es va dirigir cap al sud a Shiraz, una gran ciutat florent que s'havia salvat de la destrucció causada per la invasió mongola en moltes ciutats més septentrionals. Finalment, es va dirigir de nou a través de les muntanyes d'arribar a Bagdad el juny de 1327. Parts de la ciutat estaven en ruïnes, ja que havia estat greument malmeses per l'exèrcit de Hulagu Khan.
A Bagdad va conèixer al jove Abu Said Bahadur, «rei dels dos Iraq» i últim governant mongol de l'estat il-kànid unificat; la mort i la fragmentació d'aquest regne apareix en el relat d'Ibn Battuta, escrit diverses dècades després dels fets. Viatjà cap al nord amb la caravana real i posteriorment es desvia d'ella acompanyant a un dels prínceps a la ciutat persa de Tabriz, dins la Ruta de la Seda. Tabriz havia estat la primera gran ciutat de la regió en obrir les portes als mongols i s'havia convertit en un important centre comercial després que la majoria dels ciutats rivals haguessin estat arrasades. Ibn Battuta retornà posteriorment al campament d'Abu Said. D'ell aconseguí el patrocini per a realitzar una segona peregrinació a La Meca i, probablement al juliol, tornà a Bagdad per fer-ne els preparatius. Ibn Battuta aprofità el temps que restava abans de la sortida de la caravana de pelegrins per visitar el nord del país. Tot seguint el riu Tigris, travessà poblacions com Samarra, Tikrit, Mosul, Cizre i Mardin (a l'actual Turquia), arribant fins al Kurdistan.
En tornar de Mosul es va unir a una caravana d'aprovisionament per als pelegrins que anava en direcció al sud de Bagdad, on es van unir amb la caravana principal que va creuar el desert d'Aràbia en direcció a la Meca. Durant la travessa, Ibn Battuta va caure malalt de diarrea i va arribar a La Meca feble i esgotat; tot i així, va poder realitzar el seu segon hajj. Després de complir per segona vegada amb aquest ritual, va romandre a La Meca un temps dedicant-se completament a la vida religiosa, la qual cosa li va permetre entrar en contacte amb nombrosos pelegrins.
En els seus viatges per l'Iraq i Pèrsia, Ibn Battuta va tenir ocasió de conèixer els xiïtes, una branca de l'Islam inexistent al Magrib; abominà de les seves creences i no els amagà la seva antipatia.

## Iemen i Àfrica Oriental

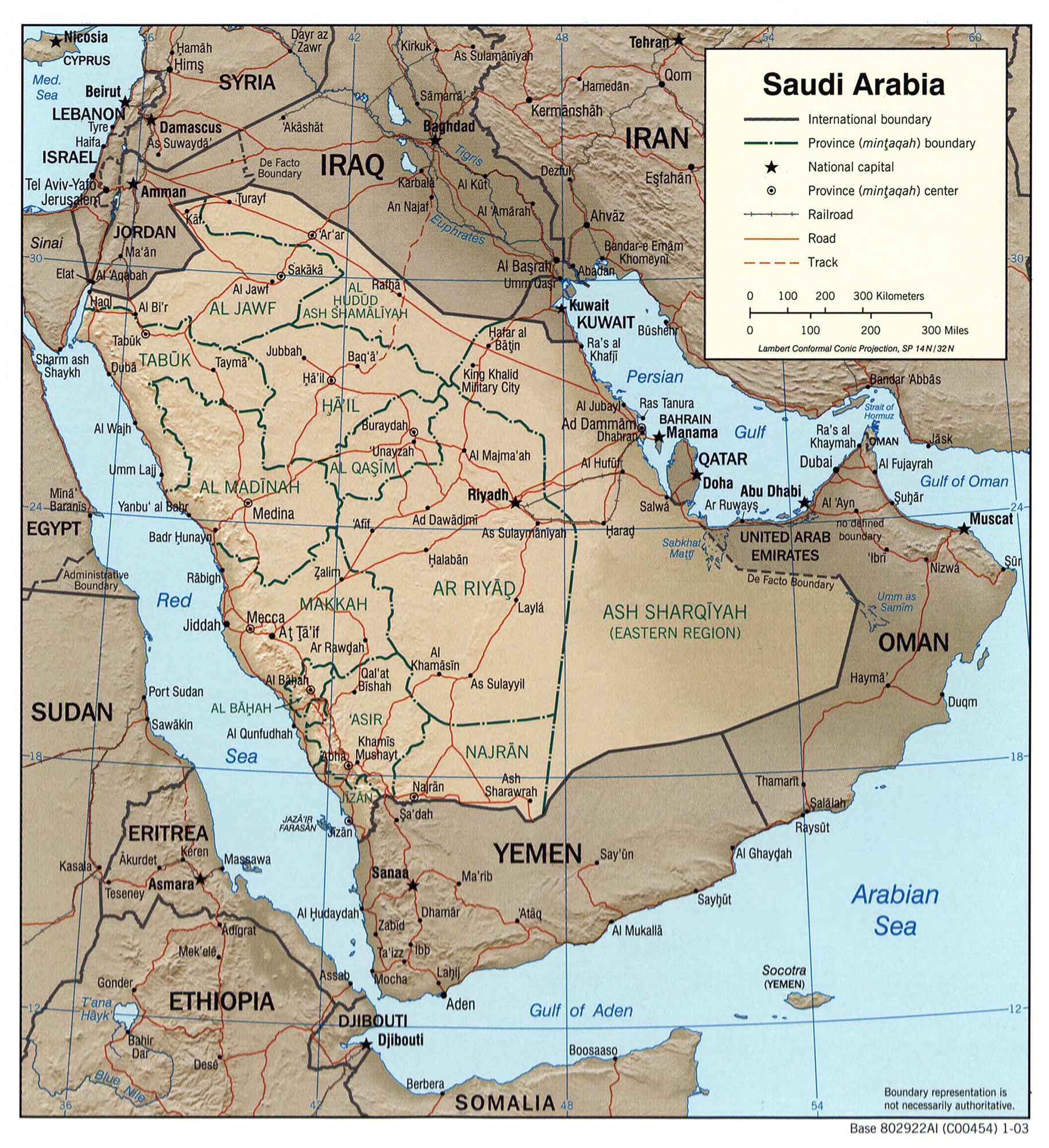
Mapa actual de la zona de península aràbiga per on va viatjar Ibn Battuta

Ibn Battuta llavors va romandre durant algun temps a La Meca. Se suggereix a la Rihla que va romandre a la ciutat durant tres anys: des de setembre de 1327 fins a la tardor de 1330. Tanmateix, a causa de problemes amb la cronologia, els especialistes suggereixen que hi podria haver passat només un any i que, per tant, se n'hauria anat després del hajj de 1328. Ibn Battuta afirma que va romandre a La Meca durant els hajj de 1327, 1328, 1329 i 1330, però aporta poca informació sobre la seva estada, sobretot si es compara amb altres descripcions que fa. Després del hajj de 1330 va anar cap a l'Àfrica oriental, i va arribar una vegada més a La Meca abans del hajj de 1332. Afirma que després se'n va anar a l'Índia i va arribar a l'Indus el 12 de setembre de 1333 però, tot i que no s'especifiquen dates exactes, la descripció del seu complex itinerari i les pistes que s'observen dins el text sobre les dades cronològiques suggereixen que aquest viatge a l'Índia va durar al voltant d'uns tres anys. Per tant, deuria romandre a La Meca dos anys abans de l'establert o deuria arribar a l'Índia dos anys més tard.
Va deixar La Meca després del hajj de 1328 (o 1330), i va anar cap al port de Jiddah, a la costa del mar Roig i d'allà viatjà cap a la costa de Núbia (a l'actual Sudan), per creuar poc després, un altre cop, el mar Roig en direcció al Iemen. La seva progressió va ser lenta, ja que els vaixells havien d'avançar tenint els vents del sud-est en contra. Arribat al Iemen, va visitar Zabid i, a continuació, la ciutat de Ta'izz, un altiplà on es va reunir amb el rei rasúlid Malik Mujahid Nur al-Din Ali. Ibn Battuta també esmenta que va visitar Sanà, però és una informació realment dubtosa. El més probable és que anés de Ta'izz directament al port d'Aden, arribant probablement a començaments de 1329 (o 1331).
Aden era un important centre de comunicacions i de trànsit del comerç entre l'Índia i Europa.
A Aden, va embarcar en un vaixell en direcció cap a Zeila, ja a la costa africana del golf d'Aden, i a continuació passaren el cap Guardafui i anaren cap al sud per la costa oriental d'Àfrica. Passà una setmana en cada un dels seus destins, tot visitant entre altres llocs, Mogadiscio, Mombasa, Zanzíbar i el Sultanat de Kilwa (a l'actual Tanzània). Amb el canvi del monsó, ell i el vaixell en què estava embarcat van tornar a Aràbia. Havent completat la seva aventura, abans d'establir-se, va visitar Oman i l'estret d'Ormuz. Després va tornar a La Meca per assistir al hajj de 1330 (o 1332).

## L'Imperi Romà d'Orient, Anatòlia, l'Àsia central i l'Índia

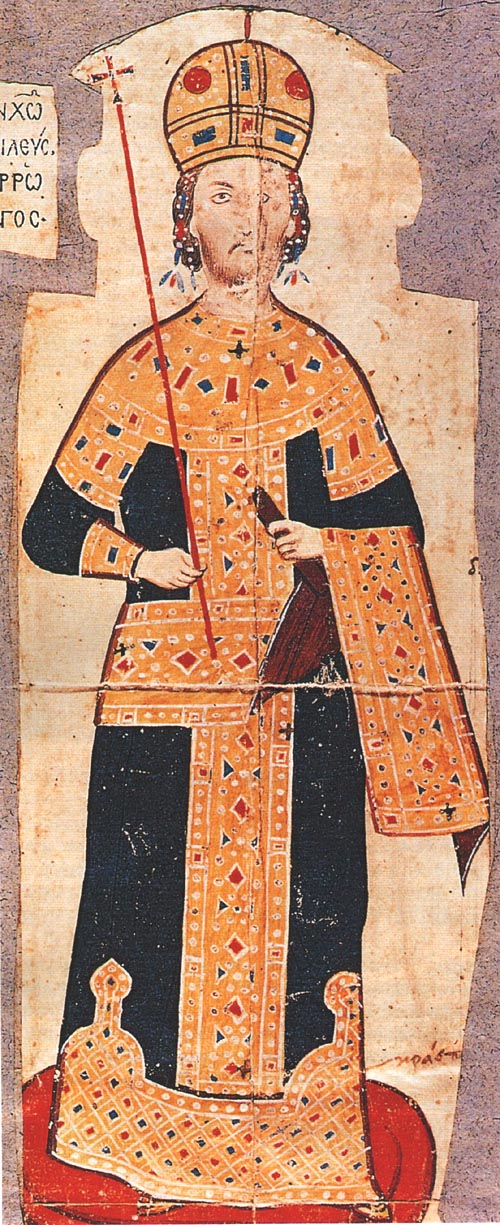
Andrònic III Paleòleg en una miniatura del

Després de passar un any allà, es va decidir a cercar feina amb el soldà de Delhi. Necessitant un guia i traductor de suport, va anar a Anatòlia, llavors sota el control dels turcs seljúcides, per unir-se a una de les caravanes que anaven des d'allí fins a l'Índia. Des de Damasc, va fer una part del viatge per mar en un vaixell genovès que el va portar fins a Alanya, a la costa sud de l'actual Turquia. Des d'allà va viatjar per terra a Konya i després a Sinope, ja a la costa del mar Negre.
Creuant el mar Negre, Ibn Battuta va desembarcar a Caffa (a l'actual Ucraïna), a Crimea, i va entrar a les terres de l'Horda d'Or, un kanat mongol. Allà va comprar un carro i, de manera fortuïta, es va unir a la caravana d'Uzbeg, el Khan de la Banya d'Or, en un viatge que els portà fins a Astracan, a la vora del riu Volga.
Després d'arribar a Astracan, el Khan va permetre que una de les seves esposes embarassades pogués anar a la seva ciutat natal, Constantinoble, per a donar a llum. No és estrany que Ibn Battuta arribés a persuadir algú perquè fos admès en aquesta expedició, la primera que el portà més enllà dels límits del món islàmic. En arribar a Constantinoble, a la darreria de 1332, es va reunir amb l'emperador Andrònic III Paleòleg i va veure els exteriors de la gran església ortodoxa de Santa Sofia. Després de passar un mes a la ciutat, feu ruta cap Astracan i va continuar més enllà de la mar Càspia i el mar d'Aral, a Bukharà i Samarcanda, a l'actual Uzbekistan. Des d'allí, va viatjar al sud de l'Afganistan i travessà els ports de muntanya per entrar a l'Índia.
El Sultanat de Delhi era una addició relativament nova de Dar al-Islam (terra de l'Islam), i el sultà havia decidit portar-hi tants estudiosos i funcionaris musulmans com fos possible per consolidar el seu imperi. Amb el pes dels seus anys d'estudi adquirits a La Meca, Ibn Battuta va ser emprat com a cadi ("jutge") al servei del soldà Muhammad Shah II Tughluk.
Tuguluq governava de manera irregular, fins i tot segons les normes de l'època, Ibn Battuta hagué d'escollir entre pertànyer al selecte grup dels que tenen privilegis però totalment subordinats al sultà, o estar amb els que gaudint de més llibertat quedaven sota sospita de traïció contra el govern. Finalment decideix anar-se'n amb el pretext de fer una altra peregrinació a la Meca, però el sultà li ofereix l'alternativa de ser el seu ambaixador a la Xina. Davant l'oportunitat de poder marxar lluny del sultà i, alhora, viatjar a terres desconegudes, Ibn Battuta acceptà l'oferiment.

## El sud-est d'Àsia i Xina
En ruta cap a la costa, ell i el seu grup van ser atacats per rebels hindús i va quedar separat de la resta del grup; li van robar el que tenia i gairebé perd la vida. Tot i així, en dos dies va aconseguir atrapar al seu grup i va continuar el viatge a Cambay i des d'allí navegaren cap a Kozhikode. Mentre Ibn Battuta visitava una mesquita a la costa, es va desencadenar una gran tempesta i dos dels vaixells de l'expedició es van enfonsar. Com a conseqüència, el tercer va partir sense tenir lloc per a ell, vaixell que acabaria requisat per un rei local de Sumatra uns mesos més tard.
Temorós de tornar a Delhi com un fracassat, va romandre un temps al sud de l'Índia sota la protecció de Jamal al-Din, que governava el petit però poderós soldanat de Nawayath, a les ribes del riu Sharavathi, a la costa del mar d'Aràbia. Aquest lloc és conegut actualment com a Hosapattana i es troba al tehsil de Honnavar, un districte d'Uttar Kannada. Quan, per desgràcia, Jamal al-Din va ser enderrocat, va haver d'abandonar el país. Així que va continuar el viatge cap a la Xina, tot i desviar-se de la ruta a l'inici del viatge per anar a les Maldives.
A les Maldives hi va estar nou mesos, molt més temps del que s'havia proposat. Com a bon cadi, les seves habilitats eren molt valorades en aquestes illes, que abans eren budistes i que havien estat conquerides per l'Islam recentment; i va ser mitjançant el suborn i el segrest que es va veure obligat a quedar-se. Nomenat jutge en cap i casat amb descendents de la família reial, va arribar a veure's embolicat en la política local; finalment va haver de marxar, perquè no era ben vista la seva manera d'imposar resolucions judicials estrictes en un regne illenc habituat al "deixar fer". Al Rihla esmenta la seva consternació per la vestimenta de les dones locals, que no duien peces de vestir per sobre de la cintura, i tot i que ell va críticar aquesta pràctica, les seves valoracions eren ignorades pels indígenes. Prosseguí el viatge i, des d'allà, va continuar cap a Sri Lanka per a visitar la muntanya de Sri Pada.
En iniciar la navegació des de Sri Lanka, el seu vaixell gairebé es va enfonsar en mig d'una tempesta, i després el vaixell que el va rescatar va ser atacat per pirates. El van desembarcar a la costa i Ibn Battuta, una vegada més, va refer el seu camí de tornada a Kozhikode, des d'on va navegar a les Maldives de nou abans d'embarcar en un jonc xinès i tractar una altra vegada d'arribar a la Xina de la dinastia Yuan.
Aquesta vegada va tenir èxit, aconseguint una ràpida progressió en el viatge. Passà per Chittagong, Sumatra, Vietnam, Filipines, per arribar finalment a Quanzhou, a la província de Fujian, a la Xina. Des d'allà va anar al nord fins a Hangzhou, no lluny de la moderna Xangai. També va comentar que havia viatjat fins i tot més al nord, a través del Gran Canal de Beijing-Hangzhou, però es creu que aquest seria una de les seves fantasies i no un fet real.

## Retorn a casa i la Pesta Negra

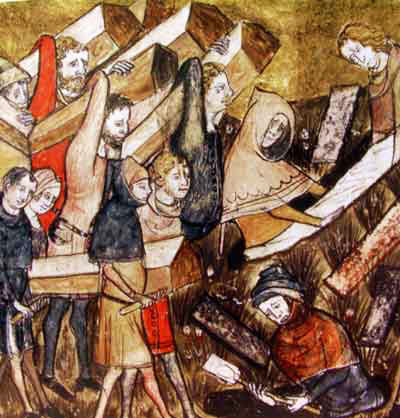
Il·lustració de la pesta negra. "The Chronicles of Gilles Li Muisis" (1272-1352). Bibliothèque royale de Belgique, MS 13076-77, f. 24v.

De tornada a Quanzhou, Ibn Battuta va decidir tornar a casa. Una vegada més, en tornar a Kozhikode va considerar la possibilitat d'acollir-se a la misericòrdia de Muhammed Tuguluq, però s'ho va pensar millor i va decidir prosseguir en direcció a La Meca. El retorn el feu a través de l'estret d'Ormuz i Il-kanat, on va poder veure que l'estat es dissolia immers en una guerra civil, i Abu Sa'id havia mort.
Va desviar-se cap a Damasc amb la intenció de recordar la ruta de la seva primera peregrinació, però li va arribar la notícia que el seu pare havia mort. La mort seria el tema principal del proper any, ja que es va produir la gran epidèmia de la Pesta Negra. Ibn Battuta va observar com s'anava estenent per Síria, Palestina i Aràbia. Després d'arribar a La Meca, definitivament va decidir tornar al Marroc, gairebé un quart de segle després d'haver sortit del seu país. Durant el viatge encara va fer un darrer canvi de ruta per anar a Sardenya; quan finalment va arribar a Tànger va descobrir que, pocs mesos abans, la seva mare també havia mort.

## L'Àndalus i el nord d'Àfrica

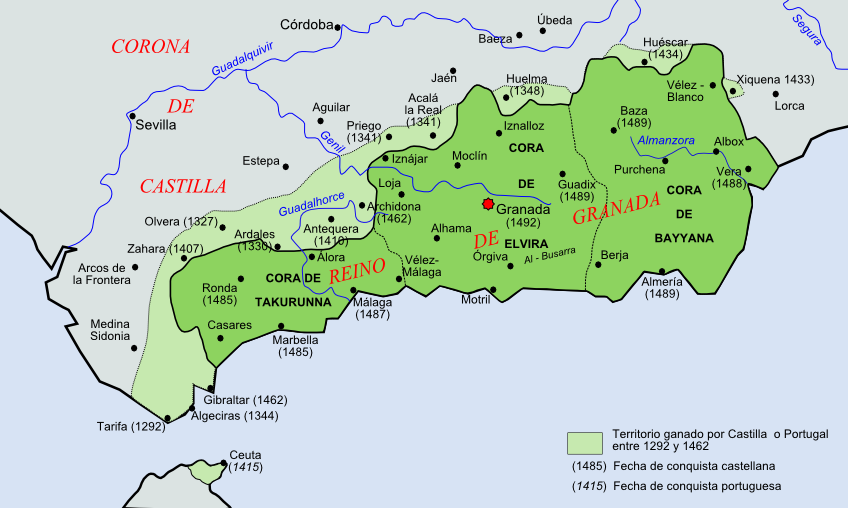
Mapa del Regne de Granada

Després de romandre a Tànger un bon temps, Ibn Battuta s'engresca en un viatge a l'Àndalus, a la part musulmana de la península Ibèrica. Alfons XI de Castella amenaçava de conquerir Gibraltar, i ell es va unir amb un grup de musulmans que partiren de Tànger amb la intenció de defensar el port. Quan van arribar, Alfons XI havia mort a conseqüència de la Pesta Negra i l'amenaça havia retrocedit, per la qual cosa Ibn Battuta va decidir fer una visita de plaer pel territori. Va viatjar des de València per acabar arribant a Granada.
Havent satisfet les ganes de conèixer l'Àndalus, va decidir viatjar a través d'una de les poques parts del món musulmà que mai no havia explorat: el Marroc. Al seu retorn a casa, es va aturar durant un temps a Marràqueix, que en aquells dies era més aviat un poble fantasma després del recent pas de l'epidèmia que comportà el trasllat de la capital a Fez.
Un cop més va tornar a Tànger i, un cop més, va tornar a anar-se'n. Dos anys abans de la seva primera visita al Caire, el rei de Mali, Mansa Musa, havia passat per la mateixa ciutat amb motiu de la seva pròpia peregrinació i va causar una gran expectació amb les seves grans riqueses. A l'Àfrica Occidental hi havia grans quantitats d'or, abans desconegudes per la resta de la món. Mentre Ibn Battuta mai no esmenta aquest fet de manera específica, revisant el seu propi viatge se li desperta l'interès per una nova aventura, i decideix visitar el regne musulmà que hi havia en el costat més allunyat del desert del Sàhara.

## Del desert del Sàhara a Mali i Tombuctú

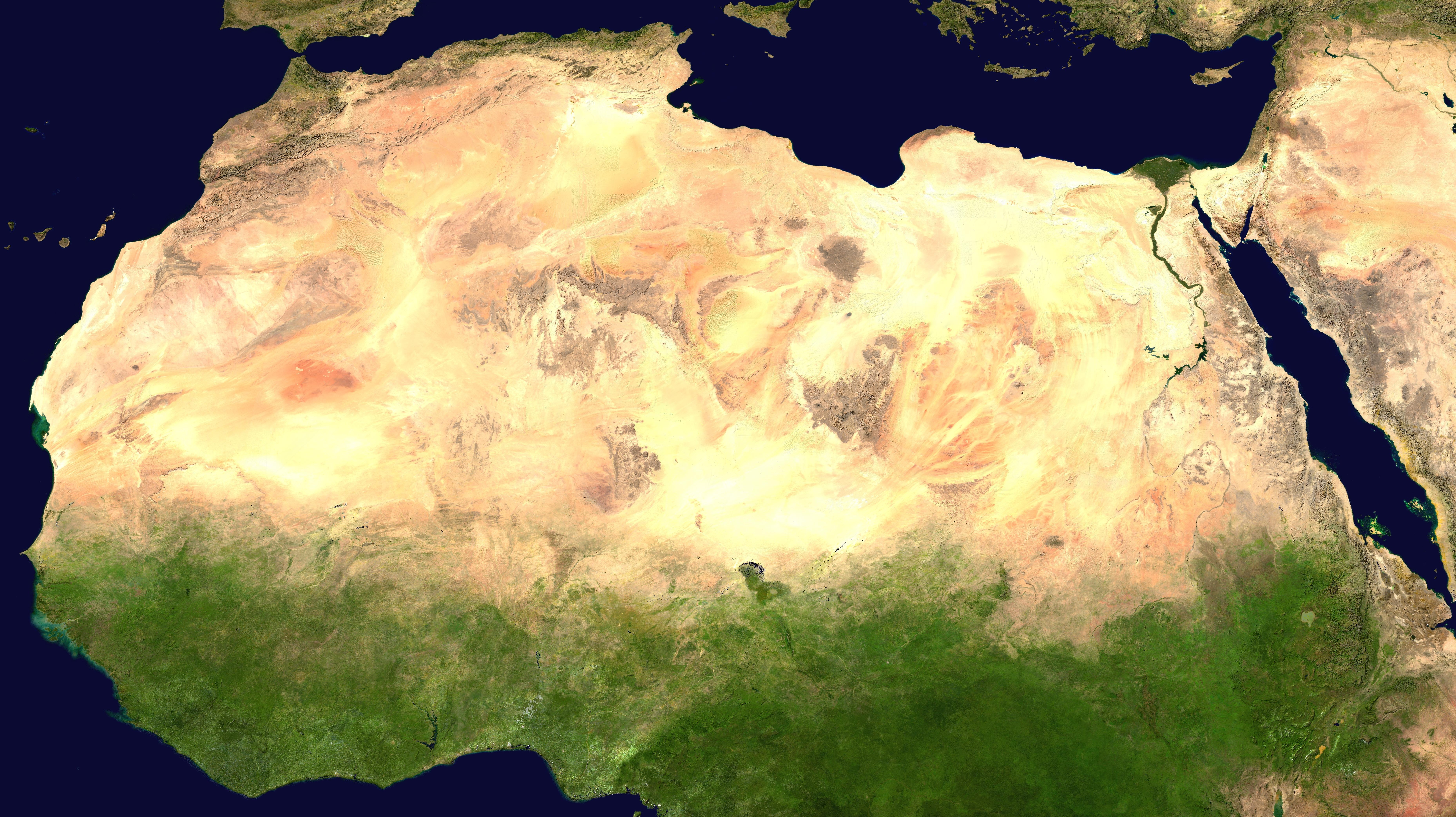
Imatge de satèl·lit del desert del Sàhara

Al final de 1351, Ibn Battuta va partir de Fes, i va arribar a la darrera localitat de Sigilmasa poc més d'una setmana després. Allà va comprar alguns camells i hi va romandre durant quatre mesos. El febrer de 1352, quan les caravanes d'hivern van marxar, ell en formava part d'una; després de 25 dies arribava a la localitat de Taghaza, al Sàhara Central, localitat que es troba damunt d'un llac sec de sal. Els edificis van ser construïts per esclaus de la tribu Massufa i van utilitzar plaques de sal; tallaven la sal gruixuda en lloses per al transport en camell. Taghaza era un centre comercial i rendible inundat d'or de Mali, encara que Ibn Battuta no va tenir una favorable impressió del lloc: l'aigua era salobre i el lloc estava ple de mosques.
El camí era llarg i difícil, i requeria l'experiència de guies especials, els takshif, que sabien com organitzar un viatge. Si el takshif es perdia, tota la caravana podria desaparèixer sense deixar rastre. Travessar les grans extensions del desert del Sàhara era aterridor. Ibn Battuta va prendre nota de la dificultat de navegar sense fites, i va deixar escrit que "no hi havia carretera o pista visible en aquest lloc, res més que sorra arrossegada aquí i allà pel vent". Després de recórrer un altres 900 km a través de la pitjor part del desert finalment va arribar a la ciutat oasi d'Iwalatan (Oualata), que feia poc havia passat a formar part de l'Imperi de Mali.
Des d'allà va viatjar al sud-oest al llarg d'un riu que el creia que era el Nil, però de fet era el riu Níger, fins que va arribar a la capital d'Imperi de Mali. Allà va conèixer mansa Suleiman, rei des de 1341. Li vingueren dubtes en observar la miserable hospitalitat del rei. Ibn Battuta desaprova que les dones esclaves, els servents, i fins i tot les filles del sultà, anaven mostrant la nuesa. Va romandre allà durant vuit mesos abans de tornar fins al Níger i cap a Timbuktú.
Va sortir de la capital al febrer i van viatjar per terra en camell cap a Timbuctu. Encara que posteriorment, en els dos segles següents, aquesta ciutat es convertiria en la ciutat més important de la regió, en aquell temps era petita i mediocre, i Ibn Battuta aviat es va traslladar en vaixell a Gao on hi va estar un mes. Mentre estava a l'oasi de Takedda, en una parada en el seu viatge de tornada a través del desert, va rebre un missatge del sultà del Marroc que li ordenava que tornés al Marroc. Se n'anà de Sigilmasa el setembre de 1353 formant part d'una gran caravana de transport que portaven 600 dones negres esclaves. Va arribar al Marroc a principis de 1354.

## El Rihla

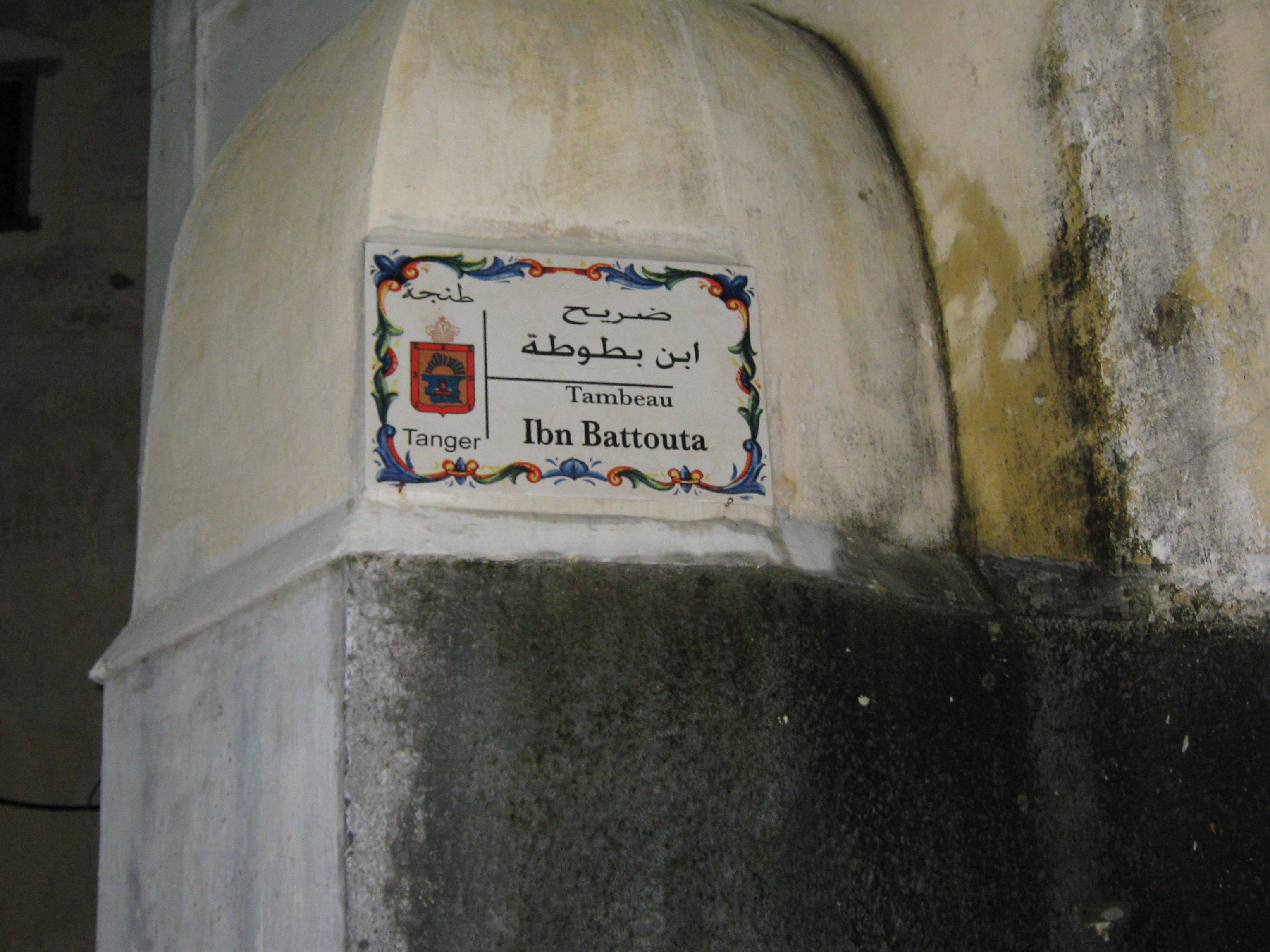
Tomba d'Ibn Battuta a la medina de Tànger

Després de la publicació de la Rihla, es coneix poc de la vida d'Ibn Battuta. Podria haver estat nomenat qadi al Marroc. Ibn Battuta va morir al Marroc en algun moment entre 1368 i el 1369. A la medina de Tànger Ibn Battuta té un petit mausoleu familiar, que és lloc de pregària.
Després de tornar dels seus viatges, el 1354, i a instàncies del sultà del Marroc, Abu inanitat Faris, Ibn Battuta va narrar els seus viatges a un estudiós anomenat Ibn Juzayy, amb qui s'havia reunit prèviament a Granada. Aquesta narració enregistrada per Ibn Juzayy i en la qual hi aportava comentaris, és l'única font d'informació sobre les aventures d'Ibn Battuta. El títol del manuscrit تحفة النظار في غرائب الأمصار وعجائب الأسفار pot ser traduït com Un regal a qui contempla les meravelles de les ciutats i dels viatges, però sovint simplement se l'anomena Rihla (الرحلة), "El viatge".
No hi ha indicis que Ibn Battuta fes notes durant els seus 29 anys de viatges i, per tant, quan va dictar les seves aventures deuria confiar en la seva memòria i fer ús dels manuscrits elaborats per altres viatgers. Quan descriu Damasc, La Meca, Medina i alguns altres llocs de l'Orient Mitjà, Ibn Juzayy copia clarament passatges anteriors, del segle xii, escrits per Ibn Jubayr. De la mateixa manera, la majoria de les descripcions d'Ibn Juzayy de llocs de Palestina van ser copiats d'una narració del segle xiii, de Mohammed al-Abdari al-Hihi.
Orientalistes occidentals no creuen que Ibn Battutta visités tots els llocs que descriu i sostenen que per tal de proporcionar una descripció exhaustiva dels llocs en el món musulmà Ibn Battutta es va basar en testimonis que va sentir d'altres viatgers, mentre que Ibn Juzayy va fer ús de documents anteriors. Per exemple, es considera molt poc probable que Ibn Battuta fes un viatge fins al riu Volga des de Nova Saray per visitar Bolghar i hi ha seriosos dubtes sobre una sèrie d'altres viatges, com el seu viatge a Sana'a al Iemen, a partir del seu viatge a Balkh Bistam a Khorasan, i el seu viatge a Anatòlia. Alguns orientalistes també han posat en dubte si realment va visitar la Xina. Tanmateix, malgrat algunes ficcions, el Rihla ofereix una important descripció de moltes zones del món en el context històric del segle xiv.
Ibn Battuta sovint xocà amb la cultura d'algunes de les regions que va visitar, on els costums locals no s'ajustaven a la seva ortodòxia musulmana. Quan visqué amb els turcs i els mongols, que s'havien convertit recentment a l'Islam, es va quedar sorprès en veure la forma en què les dones es comportaven, i va considerar que la vestimenta de les dones de les Maldives i d'algunes subregions de l'Àfrica subsahariana eren inadequades.
Durant segles el seu llibre va quedar oblidat, fins i tot era molt poc conegut dins el món musulmà. Però, a principis del segle xix, va ser redescobert i traduït a diversos idiomes europeus. Se'n van publicar extractes en alemany i en anglès sobre la base dels manuscrits descoberts a l'Orient Mitjà que contenen versions abreujades del text àrab d'Ibn Juzayy. Quan les forces franceses ocuparen Algèria el 1830 es van descobrir cinc manuscrits a Constantina, inclosos dos documents que contenien les versions més completes del text. Aquests manuscrits van ser traslladats a la Biblioteca Nacional a París i estudiats per dos acadèmics francesos, Charles Defrémery i Beniamino Sanguinetti. A partir de 1853, es va publicar una sèrie de quatre volums que contenen el text en àrab, notes i una extensa traducció al francès. Els texts de Defrémery i Sanguinetti s'han traduït a molts altres idiomes. Amb el pas del temps, Ibn Battuta ha augmentat la seva fama com a aventurer i un pioner de l'exploració de territoris.
L'any 2005 es va publicar la traducció catalana dels Viatges, feta per Margarida Castells i Manuel Forcano, a editorial Proa (Barcelona).